# Stazione del Baltico (San Pietroburgo)
La stazione del Baltico (in russo Балтийский вокзал?, Baltijskij voksal) è una delle numerose infrastrutture ferroviarie presenti a San Pietroburgo. È servita dalla metropolitana attraverso la fermata denominata Baltiyskaya.

## Altri progetti

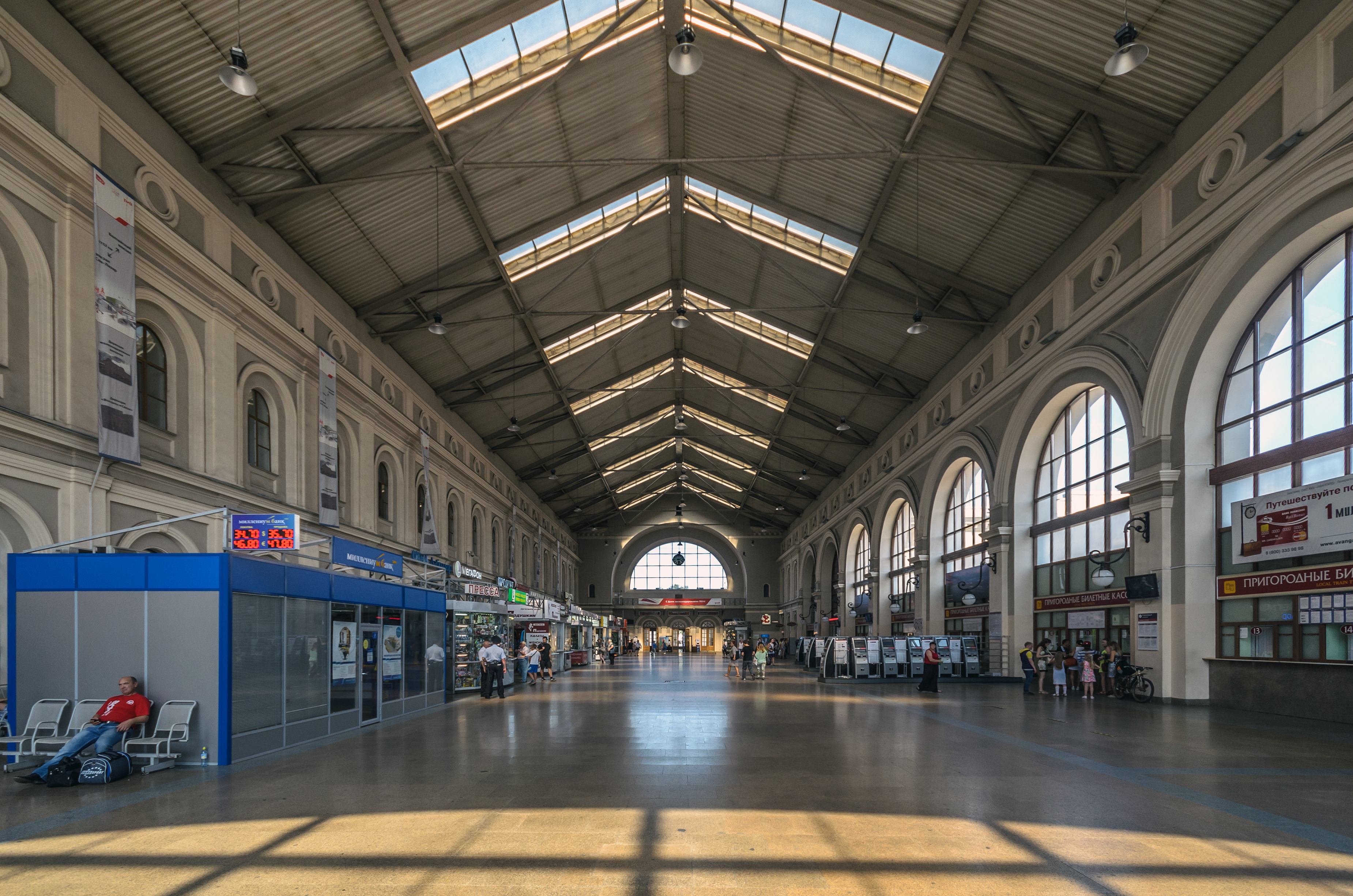
Sala d'attesa nel fabbricato viaggiatori